# استان توکومان
 استان توکومان ، یکی از استان‌های ۲۳ گانه آرژانتین، واقع در شمال غرب کشور می‌باشد که با استان‌های سالتا، کاتامارکا و سانتیاگو دل استرو مرز مشترک دارد. توکومان پرجمعیت‌ترین استان آرژانتین است.

## مشخصات
- مرکز: سان میگل ده توکومان
- مساحت: ۲۲٬۵۲۴ کیلومترمربع
- جمعیت: ۱٬۳۳۸٬۵۲۳ (تا ۲۰۰۱)
- فرماندار: خوزه آلپروویچ

## تاریخچه
پیش از ورود استعمارگران اسپانیایی به آمریکای جنوبی، استانی که اکنون توکومان نام دارد زیستگاه بومیان (دیاگیتاس و کالچاکیس) بود. این بومیان به زراعت اشتغال داشتند.
در سال ۱۵۳۳ دیه گو ده آلماگرو وارد شمال غرب آرژانتین از جمله توکومان شد. در سال ۱۵۶۵ دیه گو ده ویارول شهر سان میگل ده توکومان را بنا کرد. پس ازآن استان توکومان با فرمانداری فرانسیسکو ده آگیره به وجود آمد. در سال ۱۶۸۵ سان میگل سالاس، شهر سان میگل را به سبب حملات مکرر بومیان مالونس، ۶۵ کیلومتری مکان سابق بازسازی کرد.
استعمارگران اسپانیایی که تلاش می‌کردند بومیان شکست خورده را به سمت بوئنوس آیرس روانه کنند با مقاومت قبیله کوئیلمس روبرو شدند. این قبیله بعدها به سوی شهر کوئیلمس کنونی رهسپار شد.
محموله‌های طلا و نقره که از حاکم نشین‌های وابسته به امپراتوری اسپانیا به سمت بوئنوس آیرس در حرکت بودند از توکومان می‌گذشت به همین سبب توکومان اهمیت بسیاری یافت.
ایجاد نایب‌الملک‌نشین ریو د لا پلاتا به معنای پایان انتقال محموله از پرو به بوئنوس آیرس بود. از آن پس توکومان شاهد ورود کالاهای بریتانیا از طریق گمرک خانه‌های تازه تأسیس بوئنوس آیرس بود.
در سال ۱۷۸۳ منطقه توکومان تجزیه شد و توکومان (کنونی) تحت نظارت منطقه سالتا دل توکومان درآمد.
در سال ۱۸۱۳ خوزه ده سان مارتین به توکومان آمد و مدرسه نظامی را تأسیس کرد. منطقه مذکور نیز یک سال بعد تجزیه شد و به ایالات کنونی تجزیه شد.
به تاریخ ۹ ژوئیه ۱۸۱۶ در کنگرهٔ توکومان، ایالات متحده ریو د لاپلاتا استقلال خود را از اسپانیا اعلام کرد اما درگیری‌های داخلی، اتفاق ایالات و تبدیل آن به جمهوری آرژانتین را به تأخیر انداخت.
در پی شکست آرژانتین در راه استقلال، برنابه آرائوس، فرماندار و از اعضای هیئت حاکمه، در ۲۲ مارس ۱۸۲۰ تشکیل " جمهوری فدرال توکومان " را اعلام کرد اما با عقب‌نشینی ایالات کاتامارکا و سانتیاگو دل استرو، یک سال بعد شکست خورد.
آغاز سدهٔ ۲۰ همزمان با اعمال محدودیت‌های گمرکی و ورود خطوط راه‌آهن بود که اوضاع اقتصادی استان را به ویژه در تولید نیشکر بهبود داد. اما بحران قیمت نیشکر در دهه ۱۹۶۰ موجب شد تا رئیس‌جمهور وقت، خوان کارلوس اونگانیا، ۱۱ کارخانه شکر را تعطیل اعلام کند که چالشی جدی برای اقتصاد توکومان بود.
دهه ۱۹۷۰ اوضاع اقتصادی و سیاسی رو به وخامت گذاشت. به این ترتیب که علاوه بر بحران اقتصادی ای که دامن گیر منطقه بود، رئیس‌جمهور وقت (۱۹۷۵)، ایزابل پرون، در استان توکومان اعلام وضعیت اضطراری نمود که به " عملیات استقلال " منجر شد. این عملیات از سوی ارتش آرژانتین برای سرکوب یک گروه چریکی و چپ‌گرا موسوم به " ارتش انقلابی خلق " (ERP) انجام شد. این گروه گواریست در تدارک یک محاصره عمومی در مناطق کوهستانی استان توکومان در نزدیکی مرز بولیوی بود. خشونت‌ها تا انتخاب فرماندار بعدی، آنتونیو دومینگز بوسی (مارس ۱۹۷۶)، و عزل ایزابل پرون ادامه داشت.

## جغرافیا و اقلیم
با وجود مساحت کم، دو سیستم جغرافیایی در استان توکومان مشهود است: شرق استان در نزدیکی منطقه گران چاکو با اراضی هموار و غرب آن با دره‌های تنگ (در شمال غرب) و کوه‌های نوک تیز (در جنوب شرق و نزدیکی پامپاس). سررو ال بولسون با ۵۵۵۰ متر بلندترین قله در شمال غرب توکومان قرار دارد.
نواحی کوهستانی استان بارش سالانه ای معادل ۱۵۰۰ میلیمتر دارد درحالی‌که این مشخصه برای دیگر نواحی ۶۰۰ میلیمتر است. به سبب پوشش گیاهی عالی، به توکومان لقب " باغ جمهوری " داده‌اند.
از رودهای عمده استان رود سالی است که از آن برای آبیاری و تولید برق استفاده می‌شود. در ضمن سدهای ال کادیال بر رود سالی، امبالسه بر روی رود اوندو، لا آنگوستورا بر رود سوسا و اسکاپا بر رود ماراپا احداث شده‌اند.

## اقتصاد
استان توکومان با تولید ناخالص داخلی برابر ۲/۷ میلیارد دلار در سال ۲۰۰۶ و درآمد سرانه ۵۴۰۰ از نظر اقتصادی در حال توسعه می‌باشد (هفتمین استان).
تکیه گاه اقتصادی استان بخش کشاورزی (۷ درصد اقتصاد استان) و محصولاتی چون نیشکر (۶۰ درصد تولید ملی)، سویا، ذرت، لیمو، توت فرنگی حبوبات و کیوی می‌باشد
از سایر فعالیت‌های اقتصادی توکومان، پرورش دام به ویژه برای مصارف داخلی است.
تولیدات صنعتی ۱۵ درصد اقتصاد استان را تشکیل می‌دهد. از جمله آنها: صنایع غذایی، نساجی، الکل، شکر و صنایع متالورژیک می‌باشند.
در بخش خدمات، صنعت جهانگردی و مراکز فرهنگی و ورزشی منبع ایجاد درآمد می‌باشند. جاذبه‌های توریستی و اماکن دیدنی استان عبارتند از:
آزادراه پان‌آمریکن که دو شهر توکومان را به سانتیاگو دل استرو و بوئنوس آیرس را به هم متصل می‌کند.
پارک ملی کامپو ده لوس آلیسوس
ویرانه‌های شهر تاریخی کوئیلمس
دانشگاه‌ها: دانشگاه ملی توکومان، دانشگاه فنی، دانشگاه استانی توکومان، دانشگاه سان پابلو و دانشگاه توماس ده آکینو

## تقسیمات سیاسی
استان به ۱۷ بخش (دپارتمان) تقسیم می‌شود.
| ۱ – بخش بورویاکو ۲ – بخش مرکزی (با مرکزیت سان میگل ده توکومان) ۳ – بخش چیکلیگاستا ۴ – بخش کروز آلتا ۵ – بخش فامائی یا ۶ – بخش گرانه روس ۷ – بخش خوان باتیستا آلبردی ۸ – بخش لا کوچا ۹ – بخش لئالس | ۱۰ – بخش لولس ۱۱ – بخش مونتونروس ۱۲ – بخش ریوچیکو ۱۳ – بخش سیموکا ۱۴ – بخش تافی دل وایه ۱۵ – بخش تافی ویه خو ۱۶ – بخش ترانکاس ۱۷ – بخش یربا بوئنا |  |